# سیارک ۲۵۳۵۸
سیارک ۲۵۳۵۸ (به انگلیسی: 25358 Boskovice، نامگذاری:1999TY3)۲۵۳۵۸مین سیارک کشف شده‌است که در ۰۲ اکتبر ۱۹۹۹ کشف شد.